# Bryan Greenberg
Bryan E. Greenberg (Omaha, 1978. május 24. –) amerikai színész, zenész. 
2003 és 2006 között visszatérő szerepben Jake Jagielskit alakította a Tuti gimi című sorozatban. 2007-2008-ban az October Road, 2010-2011-ben az HBO saját gyártású Kergetjük az amerikai álmot című sorozatának főszereplője volt. A mozivásznon feltűnt a Váltság-Nobel-díj (2007), A csajok háborúja (2009) és A jó pasi (2009) című filmekben.

## Gyermekkora és családja
A nebraskai Omahában született. Szülei, Denny és Carl Greenberg pszichológusok. Egy húga van, Becca. Konzervatív zsidó neveltetést kapott, a középiskola elvégzése után költözött New Yorkba.

## Filmográfia

### Film
| Év   | Magyar cím                    | Eredeti cím                   | Szerep               | Magyar hang      |
| ---- | ----------------------------- | ----------------------------- | -------------------- | ---------------- |
| 1998 | Zavaros vizeken               | A Civil Action                | fiú petárdával       |                  |
| 2004 | Halálbiztos vizsga            | The Perfect Score             | Matty Matthews       | Bódy Gergely     |
| 2005 | Első a szerelem               | Prime                         | David Bloomberg      | Miller Zoltán    |
| 2006 |                               | Escape (rövidfilm)            | Bryan                |                  |
| 2006 |                               | Love & Debate                 | Chris                |                  |
| 2007 | Váltság-Nobel-díj             | Nobel Son                     | Barkley Michaelson   | Hujber Ferenc    |
| 2009 | A csajok háborúja             | Bride Wars                    | Nathan "Nate" Lerner | Seszták Szabolcs |
| 2009 | A jó pasi                     | The Good Guy                  | Daniel Seaver        | Előd Álmos       |
| 2011 | Barátság extrákkal            | Friends with Benefits         | Parker               | Nagy Ervin       |
| 2012 |                               | The Kitchen                   | Paul                 |                  |
| 2012 |                               | The Normals                   | Billy Schine         |                  |
| 2014 | A hanyatlás rövid története   | A Short History of Decay      | Nathan Fisher        | Hamvas Dániel    |
| 2015 | Végzetes játékok              | Vice                          | Evan                 | Viczián Ottó     |
| 2015 |                               | A Year and Change             | Owen                 |                  |
| 2015 | Hongkongban már holnap van    | Already Tomorrow in Hong Kong | Josh                 |                  |
| 2015 | A program: Egy legenda bukása | The Program                   | Floyd haverja        |                  |
| 2016 | Kocsmatúra                    | Flock of Dudes                | Barrett              | Renácz Zoltán    |
| 2017 |                               | Random Tropical Paradise      | Harry Fluder         |                  |
| 2018 |                               | Fourever                      | Tom                  |                  |
| 2022 |                               | The Mental State              | Dylan Cady           |                  |
| 2023 | A magadfélék                  | You People                    | Issac                |                  |
| 2024 |                               | Junction                      | Michael              |                  |

### Televízió
| Év        | Magyar cím                  | Eredeti cím               | Szerep                   | Megjegyzések                               |
| --------- | --------------------------- | ------------------------- | ------------------------ | ------------------------------------------ |
| 1997      | Esküdt ellenségek           | Law & Order               | Matt Wheeler             | 1 epizód                                   |
| 2000      | Maffiózók                   | The Sopranos              | Peter McClure            | 1 epizód                                   |
| 2000      | Harmadik műszak             | Third Watch               | Francis DeSilva          | 1 epizód                                   |
| 2000–2003 |                             | Boston Public             | Mr. Freeman              | 2 epizód                                   |
| 2001      |                             | Three Sisters             | Roy                      | 1 epizód                                   |
| 2002      | Mrs. Klinika                | Strong Medicine           | Kent                     | 1 epizód                                   |
| 2002      |                             | The Chronicle             | Damon Furberg            | 1 epizód                                   |
| 2002      |                             | Providence                | Neal                     | 1 epizód                                   |
| 2003–2006 | Tuti gimi                   | One Tree Hill             | Jake Jagielski           | - 25 epizód - magyar hangja: - Papp Dániel |
| 2004      |                             | Life with Bonnie          | Timmy                    | 1 epizód                                   |
| 2005–2006 |                             | Unscripted                | önmaga                   | főszereplő (10 epizód)                     |
| 2007–2008 |                             | October Road              | Nicholson "Nick" Garrett | főszereplő (19 epizód)                     |
| 2010–2011 | Kergetjük az amerikai álmot | How to Make It in America | Ben Epstein              | főszereplő (16 epizód)                     |
| 2013      |                             | The Arrangement           | Billy Whitley            | tévéfilm                                   |
| 2015      | Bessie                      | Bessie                    | John Hammond             | - tévéfilm - magyar hangja: - Sörös Miklós |
| 2016–2017 |                             | The Mindy Project         | Ben                      | visszatérő szereplő                        |
| 2017-2018 | A Kullancs                  | The Tick                  | Derek                    | visszatérő szereplő                        |
| 2018      |                             | Sideswiped                | Ryan                     | 1 epizód                                   |
| 2019      | Isten belájkolt             | God Friended Me           | Teddy Preston            | 1 epizód                                   |
| 2019      |                             | Same Time, Next Christmas | Gregg                    | tévéfilm                                   |
| 2023      |                             | Round and Round           | Zach                     | tévéfilm                                   |
| 2024      | Vince Staples-show          | The Vince Staples Show    | rendőrtiszt              | 1 epizód                                   |
| 2024      | Ocean Park császára         | The Emperor of Ocean Park | Howard Denton            | 6 epizód                                   |

## Diszkográfia
- Waiting for Now (2007)
- We Don't Have Forever (2011)

## Fordítás
- Ez a szócikk részben vagy egészben  a   Bryan Greenberg című angol Wikipédia-szócikk ezen változatának fordításán alapul.  Az eredeti cikk szerkesztőit annak laptörténete sorolja fel. Ez a jelzés csupán a megfogalmazás eredetét és a szerzői jogokat jelzi, nem szolgál a cikkben szereplő információk forrásmegjelöléseként.